# Licentiate of Theology
Licentiate of Theology o la Licence in Theology (Licenza di Teologia o la Licenza in Teologia, abbreviato solitamente LTh) è una qualifica teologica comunemente conferita a studenti ordinandi e laici che studiano teologia nel Regno Unito, Malta, Canada, Australia e Nuova Zelanda. Il titolo accademico varia da corso di laurea triennale/quadriennale (undergraduate) a laurea magistrale.
Una qualifica simile alla LTh è il corso post laurea di due anni "Licentiate of Sacred Theology" (in latino Sacræ Theologiæ Licentiatus o Licentia in Theologia (STL) (Licenza in Teologia), disponibile presso molte facoltà cattoliche di Teologia che hanno titolo di conferire i gradi accademici pontifici.

## Regno Unito
L'LTh dell'Università gallese Lampeter di Ceredigion, introdotto nel 1940, è stato destinato per laureati ordinandi, ed era una laurea di un anno a tempo pieno o cinque anni part-time. Ora è rilasciato dalla nuova Università del Galles University of Wales, Trinity Saint David. L'Università di St. Andrews conferisce l'LTh (Licence in Theology- Licenza in Teologia), un corso di tre anni aperto anche ai non laureati. Un LTh a tempo pieno di tre anni è ottenibile presso le Università di Glasgow e di Edimburgo.

## Canada
In Canada, un LTh a tempo pieno di quattro anni è ottenibile dall'Emmanuel College presso la Victoria University, College federato all'Università di Toronto.

## Australia
In Australia in passato, le scuole di teologia (seminari) che non erano associate con le Università hanno offerto programmi che hanno portato alla concessione di un Licentiate in Theology (Licenza in Teologia, abbreviato ThL). Per molti anni il ThL era un prerequisito per l'ordinazione di un sacerdote anglicano, ma al giorno d'oggi il ThL è un "corso non riconosciuto": cioè, non viene riconosciuto da altri istituti di studio per l'ingresso a studi superiori, e le persone che desiderano essere ordinati sacerdoti di solito completano un Bachelor of Theology (una laurea in Teologia) presso un'università accreditata, per consentire loro di prendere in seguito una laurea magistrale o superiore se lo si desidera.

## Nuova Zelanda
In Nuova Zelanda l'LTh si consegue presso l'Ecumenical Institute for Distance Theological Studies ed è stato la via normale per l'ordinazione nella Chiesa Anglicana; rimane lo standard per gli ordinandi part-time che studiano a distanza.

## Licenza in Teologia
Il Licentiate of Sacred Theology (licenza in Sacra Teologia, abbreviato S.T.L.) è il secondo ciclo di studi della Facoltà di Teologia offerto da università pontificie o ecclesiastiche in teologia sacra. La Facoltà ecclesiastica offre tre cicli di studio: diploma di maturità o i fondamentali, la licenza o specializzazione, e il Dottorato. La Licenza canonica di teologia è una laurea con effetti canonici nella Chiesa cattolica romana. STL è l'abbreviazione del latino sacrae theologiae licentiatus, che si traduce come licenza in sacra teologia. "I titoli accademici conferiti in una Facoltà Ecclesiastica sono: Baccalaureato, la Licenza e il Dottorato."
Il programma di un diploma di Licenza è equivalente ad un totale di due anni o quattro semestri di studio a tempo pieno dopo aver ricevuto un diploma e il baccellierato Bachelor of Sacred Theology [S.T.B.] (SapC 72b). L'S.T.B., o primo ciclo, richiede cinque anni o dieci semestri (SapC 72a). "In questo ciclo le sono insegnate discipline caratterizzanti corrispondenti alla natura delle diverse specializzazioni intraprese. Sono svolti anche seminari ed esercitazioni pratiche per l'acquisizione della capacità di fare ricerca scientifica." (SapC 72b) Il programma di studio per la Licenza sviluppa capacità di ricerca e tratta questioni teologiche in modo più approfondito.
Gli studenti possono conseguire la licenza sia come transitoria sia come una laurea che termina il ciclo di studi. Come un titolo transitorio, il programma AWL introduce gli studenti ad uno studio più scientifico della teologia nel proseguire gli studi di dottorato. "Nessuno può essere ammesso al Dottorato se non abbia prima conseguito la Licenza". (SAPC 49,2). Come una laurea terminale, la licenza prepara gli studenti ad essere insegnanti e resource persons (valorizzatori di capitale e risorse umane).
Un laureato del programma S.T.L. è preparato per insegnare teologia in un collegio, seminario, o università, di agire come cappellano per diversi gruppi professionali (es. cappellano militare), e di operare come una risorsa teologica per le agenzie diocesane e le diocesi. "Il dottorato è il grado accademico che abilita all'insegnamento in una Facoltà, ed è perciò richiesto a tale scopo, la Licenza è il grado accademico che permette di insegnare in un seminario maggiore o in una scuola equivalente ed è conseguentemente richiesta allo scopo." (SapC 50.1). In diversi paesi europei, il grado di livello "master" è indicato come una licenza - dal suo significato originale come una "licenza di incept" (per cominciare), vale a dire cioè il permesso del vescovo locale ad assumere effettivamente il grado di master o dottore, un evento che si svolge attraverso la cerimonia della iniziazione.
I prerequisiti normali per diventare un Licentiate of Sacred Theology sono che un candidato deve avere la laurea (Bachelor of Sacred Theology) (S.T.B.) o il suo equivalente relativo, quindi ad esempio, un titolo di master of divinity (M.Div.) da una scuola di teologia cattolica. Inoltre, resta inteso che il candidato abbia completato almeno l'equivalente di una laurea in filosofia principalmente universitaria (B.A.) (Bachelor of Arts). Perché uno studente/essa riceva la licenza in sacra teologia, deve impegnarsi in un programma di due anni di studi teologici e proporre una tesi originale che contribuisca alla comprensione della sacra teologia.
La licenza è necessaria per una persona per insegnare la sacra teologia in una università pontificia (SapC 17) o Seminario Maggiore (SapC 50.1). La licenza è anche il presupposto per il dottorato (S.T.D.) nello stesso campo di studio (SapC 49.2).
Facoltà famose che offrono il grado di Licenza in Sacra Teologia includono: L'Università Cattolica di Lovanio; Pontifical College Josephinum a Columbus (Ohio) (l'unico Collegio Pontificio nell'emisfero occidentale); la L'Università Pontificia di Salamanca; l'Università Cattolica d'America; l'Università di Friburgo, Svizzera; la Pontificia Università San Tommaso d'Aquino (Angelicum)di Roma; la Pontificia Università Gregoriana (Gregorianum) di Roma; la Pontificia Università della Santa Croce di Roma; la Pontificia Università Urbaniana (Urbanianum) di Roma; St Patrick's College di Maynooth in Irlanda; il Regis College dell'Università di Toronto; e la Pontificia Università Lateranense (Lateranum) del Vaticano.
Il Licentiate of Sacred Scripture (licenziato in Sacre Scritture) è un grado simile in materia di studi biblici.